# Stanley Wolpert
 (août 2021).
Stanley Wolpert, né le 23 décembre 1927 à New York et mort le 19 février 2019, est un indianiste américain. Il est spécialiste de l'histoire de l'Inde et du Pakistan. Il a notamment été biographe de Muhammad Ali Jinnah et Zulfikar Ali Bhutto côté pakistanais, et de Mahatma Gandhi et Jawaharlal Nehru côté indien. 

## Œuvres
- Tilak and Gokhale : Revolution and Reform in the Making of Modern India (1962)
- Morley and India, 1906-1910 (1967)
- A New History of India (1977, 1982, 1989, 1993, 1997, 2000, 2004, 2008)
- Roots of Confrontation in South Asia : Afghanistan, Pakistan, India and the Superpowers (1982)
- Jinnah of Pakistan (1984)
- Congress and Indian Nationalism : The Pre-Independence Phase (co-edited with Richard Sisson) (1988)
- India (1991)
- Zulfi Bhutto of Pakistan: His Life and Times (1993)
- Nehru : A Tryst With Destiny (1996)
- Gandhi's Passion : The Life and the Legacy of Mahatma Gandhi (2001)
- Encyclopedia of India (editor) (2005)
- Shameful Flight:The Last Years of British Empire in India (2006)
- India and Pakistan: Continued Conflict or Cooperation (2010)

## Source
- (en) Stanley Wolpert sur international.ucla.edu